# Метеоритное железо
Метеоритное железо — металл, обнаруженный в метеоритах и состоящий в основном из двух минеральных фаз: камасита и тэнита.
Метеоритное железо составляет основу состава метеоритов из группы железных метеоритов и присутствует в значительной доле в железно-каменных метеоритах (например, палласит).

## Описание
Структура метеоритного железа при травлении отполированного среза проявляется в виде т. н. Видманштеттеновых фигур: пересекающихся полосок-балок (камасит), окаймлённых узкими блестящими лентами (тэнит); в отдельных участках наблюдаются многоугольные площадки-поля. Мелкозернистая смесь камасита и тэнита образует плессит. Метеоритное железо в метеоритах типа гексаэдритов, почти полностью состоящее из камасита, образует структуру в виде тонких параллельных линий, называемых неймановыми.
Прежде чем люди овладели искусством выплавки железа из руды, единственным его источником было метеоритное железо; доказано, что примитивные орудия из метеоритного железа (по форме практически не отличавшиеся от каменных) делались ещё в эпоху неолита и бронзы; из него были изготовлены кинжал, найденный в гробнице Тутанхамона и кинжал из шумерского города Ура (около 3100 года до н. э.); бусы, в 1911 году обнаруженные на кладбище в 70 километрах от Каира (около 3000 года до н. э.). Тибетская скульптура также была изготовлена из железного метеорита. 
Были изготовлены из метеоритного железа с высоким содержанием никеля методом ковки орудия на юге Восточной Европы (ямная культура) и в Саяно-Алтайском нагорье (афанасьевская культура). В кургане 1 могильника ямной культуры Болдырево I в Оренбургской области нашли три предмета, откованные вхолодную из метеоритного железа в 2873—2471 гг. до нашей эры.
Известно, что у древнеримского царя Нумы Помпилия был железный щит, изготовленный из «камня, упавшего с неба». Для властелина одного индийского княжества Джахангира в 1621 году были выкованы из железного метеорита две сабли, кинжал и наконечник пики (по другим сведениям, нож). Сабля из метеоритного железа была подарена императору Александру I. Согласно преданию, мечи Тамерлана также имели небесное происхождение.
Метеоритное железо в древности могли доставлять на большие расстояния. Так в Швейцарии был найден наконечник стрелы из метеоритного железа, добытого из кратера на Сааремаа.
В настоящее время метеоритное железо используется в ювелирном производстве, но бо́льшая его часть используется для научных исследований.